# Stowarzyszenie Europejskich Regionów Granicznych

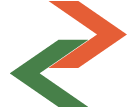
Logo AEBR

Stowarzyszenie Europejskich Regionów Granicznych (ang. Association of European Border Regions, skr. AEBR) – organizacja skupiająca europejskie regiony prowadzące zinstytucjonalizowaną współpracę transgraniczną oraz euroregiony.
Stowarzyszenie zostało założone w dniach 17–18 czerwca 1971 podczas konferencji na zamku Anholt (Westfalia, Niemcy) przez pierwsze regiony przygraniczne, które po II wojnie światowej rozpoczęły współpracę transgraniczną w Europie. Akt założycielski podpisano w Bonn 27 września 1971.
Partnerzy-założyciele organizacji:
- Rhein-Waal (Holandia/Niemcy),
- Hainaut – Pas-de-Calais – Nord (Belgia/Francja),
- CIMAB (Economic Interest Grouping Middle Alsace-Breisgau, Niemcy/Francja),
- Basiliensis (Szwajcaria/Francja/Niemcy),
- Euregio e.V. (Niemcy/Holandia),
- Groningen-Ostfriesland (obecnie: Ems-Dollart, Holandia/Niemcy),
- Saarland-Lorraine (Niemcy/Francja),
- Middle-Baden – Alsace (Niemcy/Francja),
- Bodanica (Niemcy/Szwajcaria/Austria/Lichtenstein),
- Land Schleswig-Holstein (Niemcy)[2].

W 2023 stowarzyszenie liczyło około stu członków z terenu Unii Europejskiej i krajów sąsiadujących (jego prezydentem był Belg, Karl-Heinz Lambertz). Działalność organizacji reguluje statut, a inspiruje Europejska Karta Regionów Granicznych i Transgranicznych. Działa ona w imieniu europejskich regionów granicznych i transgranicznych w następujących celach:
- podkreślanie ich roli w krajobrazie politycznym,
- reprezentowanie wspólnych interesów,
- zacieśnianie współpracy,
- promowanie wymiany doświadczeń, informacji i rozwiązań służących przezwyciężaniu przeszkód rozwojowych[3].

Regiony przygraniczne, z uwagi na swoje częstokroć peryferyjne względem metropolii położenie, łączą wspólne związane z tym wyzwania i problemy. Mogą to być np. słaba infrastruktura, niedostateczna liczba usług publicznych, czy dostaw. Współpraca transgraniczna jest w takiej sytuacji niezbędna, głównie dlatego, że bardzo często kluczowe znaczenie ma w tych rejonach utrzymanie łańcuchów dostaw, rynku pracy i innych gospodarczych i społecznych elementów życia mieszkańców. AEBR współpracuje z poszczególnymi regionami, aby pomóc władzom lokalnym i regionalnym w jak najlepszym wykorzystaniu tkwiących w terenie potencjałów. Organizacja działa też jako platforma promująca i doradzająca lokalnym, regionalnym, krajowym oraz europejskim decydentom politycznym w kwestiach związanych ze współpracą transgraniczną. Promuje europejską spójność, pomocniczość i partnerstwo.
W 2005 R. Klock (wiceprzewodniczący AEBR) wyraził w Krakowie rozczarowanie faktem, iż Komisja Europejska w niewielkim stopniu korzysta z dorobku organizacji.
Historyczni prezydenci organizacji:
- Alfred Mozer (1971-1975),
- Horst Gerlach (1976-1979),
- Wolfgang Schäuble (1979-1983),
- Karl Ahrens (1984-1996),
- Joan M. Vallvé (1996-2004),
- Lambert van Nistelrooij (2004-2009),
- Karl-Heinz Lambertz (2009-2017),
- Oliver Paasch (2017-2019),
- Ann-Sofi Backgren (2019-2020),
- Karl-Heinz Lambertz (od 2020)[2].